# Amb ell va arribar l'escàndol
Amb ell va arribar l'escàndol (títol original en anglès: Home from the Hill) és una pel·lícula estatunidenca dirigida per Vincente Minnelli el 1960. Ha estat doblada al català.

## Argument[3]
Wade Hunnicutt (Robert Mitchum) és l'home més influent de la ciutat, i un faldiller. Al seu saló, domassos vermells i amples butaques, fusells, trofeus i gossos de caça prop de la xemeneia. El seu fill Theron (George Hamilton), viu en una cambra de nen retardat, carregada de joguines i de passions d'adolescent. La seva mare fins ara s'ha ocupat de la seva educació. Hannah Hunnicutt (Eleanor Parker), que no té home  propi, és d'altra banda l'única dona que es nega al seu marit, fent-li pagar les seves infidelitats i l'existència d'un fill bastard, Rafe (George Peppard), imatge fidel del seu pare que viu en una cabana pobra i desposseïda, la mare del qual és enterrada en el cementiri dels indigents. En contrapunt de les tensions dramàtiques entre els personatges, el bosc i els aiguamolls, lloc iniciàtic successivament cruel i violent (la caça del senglar) i jardí de l'Edèn (escena del pícnic).

## Títols estrangers
- Alemany: Erbe des Blutes
- Italià: A casa dopo l'uragano
- Espanyol: Con él llegó el escándalo
- Mexicà: Herencia de carne
- Portuguès: A Casa da Colina o A Herança da Carne
- Danès: Blodets bånd
- Suec: Tag vad du vill ha
- Finès: Aina kolmanteen polveen

## Repartiment
- Robert Mitchum: el capità Wade Hunnicutt
- Eleanor Parker: Hannah Hunnicutt
- George Peppard: Raphael Copley, anomenat Rafe
- George Hamilton: Theron Hunnicutt
- Everett Sloane: Albert Halstead
- Luana Patten: Elizabeth Halstead
- Anne Seymour: Sarah Halstead
- Constance Ford: Opal Bixby
- Ken Renard: Chauncey
- Ray Teal: El Doctor Reuben Carson
- Stuart Randall: Ben Ramsey
- Hilda Haynes: Melba
- Charlie Briggs: Dick Gibbons
- Guinn 'Big Boy' Williams: Hugh Macauley
- Denver Pyle: Marshal Bradley
- Dan Sheridan: Peyton Stiles
- Orville Sherman: Ed Dinwoodie
- Dub Taylor: Bob Skaggs
- Tom Gilson: John Ellis
- Rev. Duncan Gray Jr.: El pastor

## Guió
- El guió és tret d'una novel·la de William Humphrey, L'Adéu del caçador . Els guionistes hi han designat el personatge de Rafe.
- El títol Home from the Hill  és extret del poema Rèquiem  de Robert Louis Stevenson aparegut en el recull Underwoods  (1887):

Under the wide and starry sky
Dig the grave and let me lie.
Glad did I live and gladly die,
And I laid me down with a will.
This be the verse you grave for me ;
Here he lies where he longed to be,
Home is the sailor, home from sea,
And the hunter home from the hill.

## Rodatge
- Els actors que interpretaven els joves eren actors novells. Era el primer paper d'adult per a Luana Patten, antiga nena prodigi. George Hamilton acabava d'actuar a Crime and Punishment  (1959) de Denis Sanders. George Peppard era un actor de teatre procedent de l'Actor’s Studio, cosa que va causar algunes friccions amb Minnelli al començament del rodatge (la primera seqüència rodada amb Peppard sent l'última escena).
- «Algunes parts de la caça del senglar van ser filmades en aiguamolls de sofre, prop de París, Texas, un indret de núvols grocs, i de sorres movedisses. Però el combat entre el senglar i els gossos de caça havia de ser arreglat a l'estudi. Se'ns va enviar un senglar de Louisiane, que va morir de camí. Abans d'exposar un altre senglar als riscos d'una nova expedició, vam decidir utilitzar un enorme porc que dotaríem de falses defenses. El senglar no era visible fins abans de la fi del combat; però la mort dels dos gossos en el transcurs de la part de caça suggeria la rapidesa i la crueltat de l'animal. L'oposició dels plans del porc i de l'últim gos suggeria el combat ».[4]

## Premis i nominacions
Nominacions
- 1960: Palma d'Or
- 1961: BAFTA a la millor nova promesa per George Peppard